# Vägen till regnbågen
Vägen till regnbågen är en psalm vars text är skriven av Cornelis Vreeswijk och musiken är skriven av Steinar Ofsdal.

## Publicerad som
- Nr 820 i Psalmer i 2000-talet under rubriken "Människosyn, människan i Guds hand".